# Венесуэльский кризис (1902—1903)
Венесуэльский кризис 1902—1903 годов (англ. Venezuelan crisis of 1902–1903) — морская блокада с декабря 1902 года по февраль 1903 года, введенная против Венесуэлы Великобританией, Германией и Италией в связи с отказом президента Сиприано Кастро выплатить внешние долги и убытки, понесенные европейскими гражданами в ходе недавней венесуэльской гражданской войны.
Президент Кастро предполагал, что американская «доктрина Монро» не допустит европейского военного вмешательства, но в то время США рассчитывали применять её положения только в случае захвата европейцами территорий в Америке, а не во всех случаях вмешательства. В итоге США не препятствовали морской блокаде Венесуэлы европейскими флотами. Кастро отказался сдаться и потребовал международного арбитража, против которого выступила Германия. Президент США Теодор Рузвельт заставил немцев отступить, отправив свой собственный флот под командованием адмирала Джорджа Дьюи и угрожая войной, если немцы высадят десант. В итоге Великобритания дала добро на переговоры, хотя блокаду на время переговоров не сняла. 13 февраля 1903 года был подписан договор: блокада была снята, а Венесуэла обязалась отчислять 30 % своих таможенных сборов на покрытие долгов. Этот эпизод способствовал развитию «доктрины Монро», утвердив право Соединенных Штатов вмешиваться, чтобы «стабилизировать» экономические дела малых государств Карибского бассейна и Центральной Америки.

## Предыстория
На рубеже XIX века немецкие торговцы доминировали в секторах венесуэльского импорта/экспорта и банковской системы. Большинство из них имели связи в Берлине с крупными промышленниками и банкирами. Революционные потрясения последнего десятилетия XIX века в Венесуэле нанесли им значительный ущерб, и в Берлин непрерывно следовали жалобы и просьбы о защите. Особенно тяжело пришлось венесуэльской экономике и европейским коммерсантам во время гражданской войны в Венесуэле 1892 года, приведшей Хоакина Креспо к власти, но включавшей в себя шесть месяцев анархии и отсутствия эффективного правительства. Гражданская война 1898 года вновь привела к принудительным займам у европейских коммерсантов и изъятию их домов и имущества. В 1893 году французские, испанские, бельгийские и немецкие послы в Каракасе договорились совместно урегулировать претензии к венесуэльскому правительству, но не смогли добиться выплаты репараций.
Сиприано Кастро, захватив власть в стране в октябре 1899 года, приостановил выплаты по внешним долгам. Это привело к протесту со стороны Великобритании, которая имела наибольшую долю в венесуэльском долге, составлявшую почти $ 15 млн.
В июле 1901 года Германия призвала Венесуэлу добровольно согласиться на международный арбитраж через Постоянную палату третейского суда в Гааге. В период с февраля по июнь 1902 года британский представитель в Венесуэле послал Кастро семнадцать писем от имени британского правительства, но даже не получил ответа. Кастро рассчитывал, что принятая в США «доктрина Монро» защитит Венесуэлу от европейского военного вмешательства. Теодор Рузвельт (президент США), однако, рассматривал доктрину как инструмент действия только в случае захвата европейцами территорий в Америке, а не в случае любого вмешательства. В качестве вице-президента в июле 1901 года Рузвельт заявил, что «если какая-либо страна Южной Америки плохо себя ведёт по отношению к любой европейской стране, пусть европейская страна отшлепает её», и повторил эту точку зрения перед Конгрессом 3 декабря 1901 года.

## Подготовка
В середине 1901 года немецкий канцлер Бернхард фон Бюлов решил в ответ на жалобы немецких концернов в Венесуэле отреагировать той или иной формой военного вмешательства и обсудил с командованием немецкого флота возможность блокады венесуэльского побережья. Адмирал Отто фон Дидерихс рекомендовал занять Каракас, в том случае, если блокада не увенчается успехом. Тем не менее, разногласия внутри правительства Германии о том, следует ли в рамках блокады пропускать нейтральные суда или нет, стали причиной задержки. Кайзер Вильгельм II выразил свое согласие с установлением блокады. Для начала в конце 1901 года немцы вновь потребовали у Венесуэлы репараций и послали два корабля — Винета и Фальке — к венесуэльскому побережью. В январе 1902 года кайзер приостановил введение блокады из-за новой вспышки гражданской войны в Венесуэле (против Кастро выступили сторонники финансиста Мануэля Антонио Матоса), поскольку в Берлине рассчитывали на приход к власти более податливого правительства. Ситуация в регионе осложнялась слухами в Соединенных Штатах и в Англии, что Германия хочет обустроить на острове Маргарита военно-морскую базу (на самом деле кайзер отказался от этой идеи, получив донесения с Винеты, что германский флот будет слишком уязвим у берегов Венесуэлы).
В конце 1901 года Министерство иностранных дел Великобритании озаботилось тем, что Великобритания будет выглядеть слабой в глазах мирового сообщества, если не проявит заботу об интересах своих подданных, в то время как Германия этим уже занялась. Британцы начали зондировать немецкую сторону на предмет совместных действий, но первоначально получили отрицательный ответ. В начале 1902 года британские и немецкие финансисты работали совместно, чтобы оказать давление на свои правительства. Итальянцы, начавшие подозревать о существовании планов по обеспечению уплаты венесуэльцами долгов, стремились к ним присоединиться, но Берлин им отказал. Их участие было согласовано англичанами после того, как «Рим проницательно отметил, что он может вернуть должок в Сомали».
В июне 1902 года Кастро захватил британское судно Королева по подозрению в пособничестве мятежникам. Это, наряду с отказом Кастро сотрудничать с англичанами по дипломатическим каналам, склонило Лондон к активным действиям. В июле 1902 года немецкое правительство было готово вернуться к возможности совместных действий со сторонниками Матоса, но ясного ответа от Матоса по поводу уплаты долгов не получило. В середине августа Великобритания и Германия достигли принципиального соглашения, что следует ввести блокаду Венесуэлы до конца года.
В сентябре, после того как гаитянские повстанцы захватили немецкое судно и оружие, предназначенные для правительства Гаити, Германия направила сторожевой катер Пантера на Гаити. Пантера нашла корабль и объявила, что потопит его, после чего мятежный адмирал Хаммертон Киллик, после эвакуации экипажа, взорвал корабль и себя вместе с ним. Возникли опасения по поводу того, как Соединенные Штаты будут рассматривать эти действия в контексте «доктрины Монро», но, несмотря на мнение государственного департамента США по поводу этих действий немцев как «незаконных и чрезмерных», Вашингтон промолчал, а «Нью-Йорк Таймс» написала, что «Германия была вполне вправе провести небольшую уборку за свой счет». Кроме того, приобретение Великобританией крошечного острова Патос в устье реки Ориноко, между Венесуэлой и британским протекторатом Тринидад и Тобаго, казалось, не вызвало никакого беспокойства в Вашингтоне.
11 ноября в ходе визита кайзера Вильгельма к своему дяде, королю Эдуарду VII, было подписано «железное соглашение» о действиях против Венесуэлы. Также было согласовано, что все вопросы с Венесуэлой должны быть решены к удовлетворению обеих стран, исключая возможность сепаратного соглашения. Соглашение было мотивировано не в последнюю очередь немецкими опасениями, что Великобритания может отказаться от действий, и Германия останется одна против возможного гнева США. Реакция британской прессы на сделку была крайне негативной, «Daily Mail» заявила, что Британия теперь «взяла на себя обязательство следовать за Германией в любом диком предприятии, которое немецкое правительство захочет предпринять».
В течение 1902 года США получили различные послания из Великобритании, Германии и Италии о намерении принять меры против Венесуэлы, на которые США ответили, что до тех пор, пока европейцы не захотят сделать каких-либо территориальных приобретений, они не будут возражать против каких-либо действий. Британский посол в Венесуэле подчеркнул необходимость держать все планы в тайне, опасаясь, что американцы могут известить о них Кастро, и тот успеет спрятать свой флот в устье Ориноко.
7 декабря 1902 года Великобритания и Германия предъявили Венесуэле ультиматумы, несмотря на разногласия о том, следует ли пропускать нейтральные суда (как хотели немцы) или нет (как хотели англичане). Германия в конце концов согласилась с британской позицией, и, не получив ответа на ультиматум, вместе с Великобританией начала морскую блокаду венесуэльского побережья 9 декабря силами кораблей Пантера, Фальке, Газель и Винета. 11 декабря Италия предъявила собственный ультиматум, который Венесуэла также отвергла. Венесуэла утверждала, что её национальные законы подразумевают, что «так называемый внешний долг не должен быть предметом обсуждения за пределами правовых гарантий, установленных венесуэльскими законами о государственном долге».

## Блокада
11 декабря 1902 года немецкий военно-морской контингент пополнился канонеркой Restaurador, захваченной в порту Гуанта крейсером Газелле и получившей новый экипаж во главе с лейтенантом Турком. Британский контингент под командованием коммодора Роберта Арчибальда Джеймса Монтгомери включал шлюп Alert и крейсер Charybdis. Итальянский военно-морской контингент прибыл в поддержку блокады 16 декабря. Европейские корабли в течение двух дней захватили четыре венесуэльских военных корабля — почти весь венесуэльский флот. Немцы, не обладающие достаточным потенциалом, чтобы отбуксировать их на Кюрасао, просто потопили два из них. В ответ Кастро арестовал более 200 английских и немецких жителей Каракаса, что побудило союзников высадить войска для эвакуации своих граждан.
13 декабря, после того как британское торговое судно было захвачено венесуэльцами, а его экипаж на короткое время арестован, англичане потребовали извинений, и, не получив их, начали бомбардировку венесуэльских фортов в Пуэрто-Кабельо, при содействии немецкой Винеты. В тот же день Лондон и Берлин получили из Вашингтона пересланные от Кастро предложения передать спор в арбитраж. Кастро готов был обсуждать только требования, касавшиеся событий гражданской войны 1898 года, и никакие другие. Германия выступила против арбитражного разбирательства, но Лондон был в большей степени готов согласиться на арбитраж и предложил компромисс. Для уверенности в результате арбитража Лондон решил продемонстрировать силу и 20 декабря объявил о начале официальной блокады. Немецкая блокада Пуэрто-Кабельо была осуществлена 22 декабря, а Маракайбо — 24 декабря.
Пока Великобритания и Германия обдумывали предложение Кастро, американское общественное мнение все чаще призывало к действиям, в частности к отправке к месту событий флота адмирала Джорджа Дьюи, проводившего давно запланированные учения в Пуэрто-Рико. Тем более, что британское правительство и британская пресса не считали вероятным вмешательство США. Американцы, после декабрьских ультиматумов Венесуэле, отправили посланника для исследования обороноспособности Венесуэлы, и тот подтвердил свою уверенность в том, что ВМС США сможет предотвратить немецкое вторжение. Публикация британским правительством Белой книги, раскрывшей природу «железного соглашения», взбесила британскую прессу, не в последнюю очередь потому, что общность британских интересов с германскими была воспринята едва ли не как государственная измена.
Британия неофициально ответила США 17 декабря, что готова принять арбитраж, и что Германия в скором времени также согласится (это произошло 19 декабря). Четырнадцать лет спустя (во время президентской кампании на фоне Первой мировой войны), тогдашний президент США Теодор Рузвельт утверждал, что согласие Германии на арбитраж последовало после его угрозы атаковать немецкие корабли в венесуэльских водах силами флота Дьюи (но документальных подтверждений этому нет). Тем не менее, после объявления 18 декабря о том, что флот ВМС США выйдет из портов на Рождество и направится на Тринидад, недалеко от венесуэльского побережья, посольство Германии в Вашингтоне заявило о том, что хотело бы получить разъяснения от правительства США. Рузвельт также утверждал, что Германия намеревалась захватить венесуэльский порт и создать постоянную немецкую военную базу. Тем не менее, исторические документы показывают, что германский кайзер не имел никакого интереса к такому предприятию, и что мотивы для вмешательства лежали в плоскости унижения немецкого престижа действиями Кастро.
В январе 1903 года, пока шли переговоры и продолжалась блокада, немецкая Пантера попытались войти в лагуну Маракайбо, центр немецкой коммерческой деятельности. 17 января она начала перестрелку с гарнизоном форта Сан-Карлос, но ушла через полчаса, не имея возможности подойти ближе к форту из-за мелководья. Венесуэльцы отпраздновали это отступление как свою победу, и немецкий командующий послал против форта лучше вооруженную Винету. 21 января Винета обстреляла форт и уничтожила укрепления, убив 25 гражданских лиц в соседнем поселении. Британское командование не одобрило эти действия, заявив, что немцы предприняли их без согласования с ними. Этот инцидент вызвал негативную реакцию в Соединенных Штатах в отношении Германии. Министерство иностранных дел Германии заявило, что попытка прорыва Пантеры в лагуну Маракайбо была продиктована желанием обеспечить эффективную блокаду Маракайбо. Впоследствии Рузвельт сообщил послу Германии, что адмиралу Дьюи был отдан приказ быть готовыми к отплытию в Венесуэлу из Пуэрто-Рико в течение часа.

## Последствия
В ходе арбитража в Вашингтоне 13 февраля Великобритания, Германия и Италия достигли соглашения с Венесуэлой. Венесуэлу представлял посол США в Каракасе Герберт У. Боуэн. Долги Венесуэлы были очень велики по сравнению с её доходами: около 120 млн долларов долгов против ежегодного дохода в 30 млн. Соглашение создало план выплат с учетом доходов страны. Венесуэла согласилась отдавать по 30 % своего таможенного дохода с основных портов (Ла-Гуайра и Пуэрто-Кабельо) странам-кредиторам. Каждый кредитор получил по результатам переговоров по $ 27500, Германии обещали ещё $ 340000 в течение трех месяцев. Блокада была окончательно снята 19 февраля 1903 года.
Тем не менее, блокирующие страны выступали за получение дополнительных преференций от Венесуэлы, и 7 мая 1903 года в общей сложности десять держав, в том числе США, подписали протоколы передачи данного вопроса в Постоянную палату третейского суда в Гааге. Суд постановил 22 февраля 1904 года, что блокирующие силы имели право на преференции в оплате их требований. США не согласился с решением, опасаясь усиления европейского влияния на Венесуэлу. В результате кризис привел к пересмотру Рузвельтом сути «доктрины Монро»: в 1904 году в выступлении перед Конгрессом он заявил о праве Соединенных Штатов вмешиваться в международные споры в Америке с целью «стабилизировать» экономические дела малых государств Карибского бассейна и Центральной Америки, если они не в состоянии оплатить свои международные долги, с тем чтобы исключить вмешательство Европы.